# Coupe d'Afrique des nations féminine de football 2020
Navigation
Ghana 2018 Maroc 2022
La Coupe d'Afrique des nations féminine de football Total 2020 devait être la douzième édition de la Coupe d'Afrique des nations féminine de football, qui met aux prises les meilleures sélections africaines féminines de football affiliées à la Confédération africaine de football (CAF).

## Organisation

### Désignation du pays hôte
L'Afrique du Sud et le Congo ont manifesté leur intérêt pour l'organisation du tournoi. C'est finalement le Congo qui est désigné par le comité exécutif de la CAF fin septembre 2018,.
Néanmoins le 8 juillet 2019, la République du Congo renonce à l'organisation de la compétition, évoquant des problèmes de trésorerie la rendant incapable de répondre convenablement au cahier des charges soumis par la CAF.

### Sponsor officiel
En juillet 2016, Total a annoncé avoir passé un accord de sponsoring avec la Confédération Africaine de Football. Total est désormais le « sponsor titre » des compétitions organisées par la CAF. L’accord vaut pour les huit années suivantes et concernera les dix principales compétitions organisées par la CAF, dont la Coupe d'Afrique des Nations féminine, qui est désormais baptisée « Coupe d'Afrique des Nations féminine Total ».

### Évolution du format
Le 17 juillet 2019, le président de la CAF Ahmad Ahmad annonce que le nombre de participants à la phase finale de la Coupe d'Afrique des nations féminine passe de huit à douze équipes.

## Qualifications
Le pays hôte est qualifié automatiquement en tant que pays hôte. Des qualifications sont organisées pour désigner les autres participants. Initialement prévues d'avril à juin 2020, elles sont reportées en raison de la pandémie de Covid-19.

## Pandémie de Covid-19 et annulation
Le 30 juin 2020, en raison de la pandémie de Covid-19, le comité exécutif de la CAF annonce l'annulation de la Coupe d'Afrique des nations féminine 2020.